# Unfallkasse Berlin
Die Unfallkasse Berlin (UKB) ist Trägerin der gesetzlichen Unfallversicherung (GUV) für das Land Berlin. Sie hat die gesetzliche Aufgabe, Unfälle am Arbeitsplatz, in der Schule und den damit verbundenen Wegen vorzubeugen sowie Berufskrankheiten und arbeitsbedingten Gesundheitsgefahren zu verhindern. Sofern ein Versicherungsfall eintritt, gewährleistet sie mit allen geeigneten Mitteln die medizinische, berufliche und soziale Rehabilitation. Außerdem sichert sie die Versicherten bzw. deren Angehörige finanziell ab und entschädigt sie gegebenenfalls.
Die Unfallkasse Berlin wird von den Unternehmen und dem Land Berlin finanziert, sie ist für die Versicherten beitragsfrei. Insgesamt sind über 1,4 Millionen Menschen versichert, unter anderem Angestellte und Auszubildende des Landes Berlin, Kinder in Tageseinrichtungen, Schülerinnen und Schüler sowie Studierende und ehrenamtlich Tätige. Sie ist organisiert als Körperschaft des öffentlichen Rechts mit Selbstverwaltung. Sie ist Mitglied im Spitzenverband Deutsche Gesetzliche Unfallversicherung (DGUV) sowie im Kommunalen Arbeitgeberverband Berlin (KAV Berlin). Der Hauptsitz befindet sich in der Culemeyerstraße 2 in Berlin-Marienfelde.